# Fegmimbang III
Fegmimbang III  est un village de l'arrondissement (commune) d'Akono, département de la Méfou-et-Akono dans la région du Centre au Cameroun. 

## Population et société
En 1965, la population de Fegmimbang III était de 185 habitants, principalement des Ewondo. Lors du recensement de 2005, 189 habitants y ont été dénombrés.